# Anders Westerborn

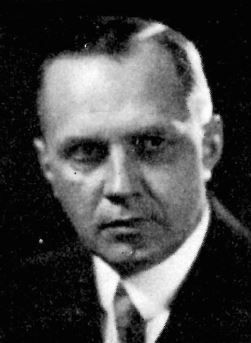
Anders Westerborn.

Anders Westerborn, född 5 september 1888 i Västerborn, Bollnäs församling, Gävleborgs län, död 6 augusti 1961 i Göteborgs Vasa församling, Göteborg, var en svensk kirurg.
Westerborn, som var lantbrukarson, blev efter studentexamen i Lund 1911 medicine kandidat vid Uppsala universitet 1916, medicine licentiat vid Karolinska Institutet i Stockholm 1920, medicine doktor vid Uppsala universitet 1928 på avhandlingen Beiträge zur Kenntnis der Beckenbrüche und Beckenluxationen och var docent i kirurgi i Uppsala 1928–1931. Han var underläkare vid Sabbatsbergs sjukhus 1920–1922, vid Akademiska sjukhuset i Uppsala 1923–1931, lasarettsläkare i Varberg 1931–1939, överläkare vid kirurgiska avdelningen på Sahlgrenska sjukhuset i Göteborg 1939–1955, professor vid Göteborgs medicinska högskola 1952–1955 och ledamot av dess organisationskommitté 1948–1952.
Westerborn var ordförande i Göteborgs läkarsällskap 1942, i Svenska kirurgiska föreningen 1951–1952 och i Nordiska kirurgiska föreningen från 1951. Han var ledamot av Statens medicinska forskningsråd 1949–1955, invaldes som ledamot av Kungliga Vetenskaps- och Vitterhetssamhället i Göteborg 1948 och tilldelades professors namn 1951. Han publicerade ett 100-tal vetenskapliga skrifter inom kirurgins olika områden. Han tillhörde stadsfullmäktige i Varberg 1935–1939 och i Göteborg 1950. 